# Fracionamento de sangue

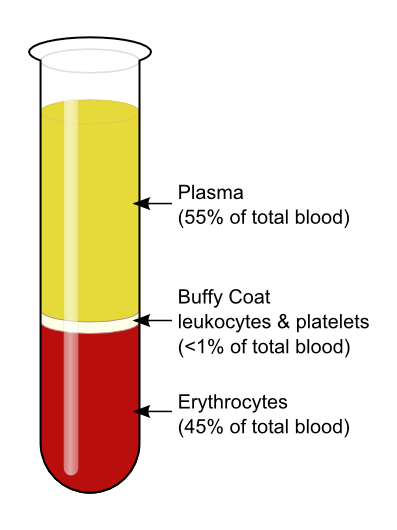
Componentes do sangue após centrifugação.

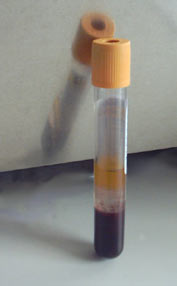
Quando o sangue é coletado em um tubo seco e centrifugado, o soro torna-se isolado das células vermelhas do sangue por um gel atuando como barreira física para prevenir a remistura involuntária dos componentes.

Fracionamento do sangue é o processo de fracionar o sangue total, ou separá-lo em partes de seus componentes. Isso é tipicamente feito ao centrifugar o sangue. 
Os componentes resultantes são:
- uma solução clara de plasma sanguíneo na fase superior (que pode ser separada em suas próprias frações, ver Separação de plasma sanguíneo),
- a camada leucoplaquetária, que é uma fina camada de leucócitos (células brancas do sangue) misturada com plaquetas no meio, e
- eritrócitos (células vermelhas do sangue) no fundo do tubo centrifugado.

Os tubos de separação de soro são tubos utilizados na flebotomia contendo um gel de silicone; quando centrifugado o gel de silicone forma uma camada no topo da camada leucoplaquetária, permitindo que o soro sanguíneo seja removido de forma mais eficaz para testes e finalidades relacionadas. 
Como uma alternativa à centrifugação que consome energia, tecnologias mais eficientes de energia foram estudadas, como o fracionamento ultrassônico.

## Fracionamento de proteínas plasmáticas
Proteínas plasmáticas são separadas ao usar as diferenças inerentes de cada proteína. O fracionamento envolve mudar as condições do pool de plasma (exemplo: a temperatura ou a acidez) de forma que as proteínas que estão normalmente dissolvidas no líquido plasmático tornem-se insolúveis, formando grandes aglomerados, chamados de precipitado. As proteínas insolúveis podem ser coletadas por centrifugação. Uma das maneiras bastante eficiente para executar esse processo é a adição de álcool à membrana do pool de plasma enquanto simultaneamente esfria o pool. O processo é às vezes chamado de fracionamento de álcool frio ou fracionamento de etanol. Foi descrito por e leva o epônimo de Dr Edwin J. Cohn. Esse procedimento é realizado em uma série de etapas de forma que um único pool de plasma rende diversos produtos de proteínas, como albumina e imunoglobulina. Albumina sérica humana preparada por esse processo é utilizada em algumas vacinas, para tratar vítimas de queimaduras, e outras aplicações médicas.